# Associazione Sportiva Roma nella cultura di massa
Nella presente pagina sono riportati gli ambiti di diffusione nella cultura di massa dell'Associazione Sportiva Roma, società calcistica italiana per azioni con sede nella città di Roma.

## Cinema

Principe (Claudio Amendola), Red (Ricky Memphis) e Ciafretta (Gianmarco Tognazzi) in una scena di Ultrà

Il primo film ispirato alla squadra giallorossa è Cinque a zero (1932), basato sullo storico 5-0 inflitto alla Juventus del Quinquennio d'oro a Campo Testaccio il 15 marzo 1931, e per questo rimasto nell'immaginario collettivo dei tifosi romanisti; nella pellicola compaiono anche alcuni giocatori della Roma del tempo e alcune scene della squadra in allenamento. Altre opere di rilievo sono Campo de' fiori (1943), dove un pescivendolo (Aldo Fabrizi) e una fruttivendola (Anna Magnani) sono tifosi romanisti, e Ladri di biciclette (1948), in cui è possibile notare gli esterni dello stadio Flaminio durante la partita Roma-Modena.
Ne L'inafferrabile 12 (1951) viene mostrato un Roma-Juventus, discorso analogo per La città si difende (1951), nel quale è presente la medesima partita. In Un giorno in pretura (1953), dove Nando Mericoni (Alberto Sordi), tifoso romanista, si azzuffa con Peppino De Filippo, supporter biancoceleste. L'attore romano compare anche ne Il marito (1957), dove è costretto, da novello sposo, a rinunciare al derby di Roma a causa della moglie, e in Ladro lui, ladra lei (1958), dove quattro amici, uno romanista e tre laziali, vanno allo stadio per il derby, dove la Roma vince 4-1. Sordi ritornerà in Finché c'è guerra c'è speranza (1974), dove esibirà l'abbonamento allo stadio come documento istituzionale, in Un borghese piccolo piccolo (1977), dove è il padre di un figlio laziale, in Io so che tu sai che io so (1982), dove è presente la partita Catanzaro-Roma, e in Il tassinaro (1983), dove parla con Giulio Andreotti della squadra capitolina. Altra opera di rilievo è l'Audace colpo dei soliti ignoti (1959) di Nanny Loy, sequel de I soliti ignoti; in questo film, un gruppo di balordi romani va a Milano a fare una rapina al furgone del Totocalcio, creandosi come alibi la partecipazione alla trasferta Milan-Roma. Sono da ricordare, sempre negli anni 1950, Bellissima (1951), quando Anna Magnani si finge tifosa romanista, e La domenica della buona gente (1953), nel quale Roma-Napoli fa da sfondo alle vicende dei protagonisti.
Ne I mostri (1963) di Dino Risi troviamo invece Vittorio Gassman interpretare un supporter romanista, mentre in Squadra antiscippo (1976) si intravede la partita Roma-Lazio. Negli anni 1980 troviamo Delitto a Porta Romana (1980), dove è presente la partita Inter-Roma del 27 aprile 1980, e Il tifoso, l'arbitro e il calciatore (1982), dove Pippo Franco interpreta Amedeo, tifoso della Lupa, il quale, per entrare nelle grazie del suocero, nonché suo datore di lavoro, si finge di fede laziale. Il secondo scudetto viene poi citato in varie pellicole, come Vacanze di Natale (1983), e L'allenatore nel pallone (1984).

Oronzo Canà (Lino Banfi) con una foto di Nils Liedholm ne L'allenatore nel pallone

Ne Il diavolo e l'acquasanta (1983) Tomas Milian interpreta un ex centravanti della Lupa, mentre in Mi faccia causa (1984)  l'elettrauto Oreste (Fabrizio Bracconeri) e il principe Valfredo Orselli di Querciarola (Angelo Maggi) sono tifosi giallorossi allo stadio a vedere Roma-Inter. Tra gli altri lungometraggi legati alla Lupa ci sono Fratelli d'Italia (1989) e Tifosi (1999), nei quali Massimo Boldi interpreta uno sfegatato supporter milanista alle prese con due ultras giallorossi, Angelo Bernabucci e Maurizio Mattioli. È del 1991 Ultrà di Ricky Tognazzi, la cui trama è incentrata su una trasferta dei tifosi della Magica a Torino; il film, che tratta di aspetti quali emarginazione e violenza, è stato contestato dai gruppi organizzati dell'epoca, sancendo una frattura con l'attore Claudio Amendola (protagonista della pellicola) che fino ad allora frequentava la Curva Sud dell'Olimpico, il settore più acceso del tifo romanista.
Ulteriore pellicola a tematica specifica è Al centro dell'area di rigore (1996), opera italiana la cui trama ruota attorno a un gruppo di amici che tentano di andare a Torino a seguire i Lupi nell'ultima trasferta del campionato 1941-1942, mentre in Hostel: Part II (2007) si notano un gruppo di tifosi romanisti con la maglia di Francesco Totti. C'è una citazione cinematografica della squadra capitolina anche in Mangia prega ama (2010), dove Julia Roberts, impersonando la scrittrice Elizabeth Gilbert, assiste, in un bar gremito di tifosi giallorossi, al derby di Roma, nonostante nel romanzo da cui è stato tratto il film la scrittrice sia simpatizzante per i Biancocelesti. La Roma e il tifo per il club sono inoltre presenti come aspetti più o meno marginali in vari lungometraggi di Carlo Verdone; questo inserisce il tema anche in alcuni suoi sketch al pari del comico Corrado Guzzanti. Ne Il campione (2019) Andrea Carpenzano interpreta un giovane giocatore della Roma tutto genio e sregolatezza, mentre Alessandro Florenzi è stato il doppiatore italiano di "Dribblo" nel film di animazione I primitivi (2018). Infine Mi chiamo Francesco Totti (2020) è un documentario basato sulla vita dell'ex capitano romanista.
Ne Dove osano le cicogne (2025) Andrea Perroni e Beatrice Arnera assistono ad un match tra la Roma e il Barcellona; mentre in Follemente (2025), Edoardo Leo è un tifoso romanista che ha pianificato il primo appuntamento con Pilar Fogliati la sera in cui c'è il derby di Roma e cerca di non ostentare la propria passione per la squadra giallorossa nonostante le emozioni lo tradiscano.

## Televisione

Claudio Amendola

In ambito televisivo la Magica è spesso citata in diversi telefilm, tra i quali I ragazzi della 3ª C: in questa il club capitolino viene citata più volte, essendo tifata da alcuni dei protagonisti della serie. Ne I Cesaroni sono presenti dei camei di Francesco Totti e Daniele De Rossi, oltre a essere la squadra del cuore di Giulio Cesaroni (Claudio Amendola) e di altri componenti della famiglia. Discorso simile per quanto riguarda Romolo + Giuly: La guerra mondiale italiana, serie televisiva nel quale, oltre a citazioni riguardo alla Lupa, troviamo Romolo (Alessandro D'Ambrosi), uno dei due protagonisti, è un tifoso giallorosso. Da segnalare inoltre la comparsa di giocatori di Roma e Lazio in spot dedicati al derby di Roma con gli attori di Romanzo criminale - La serie e Speravo de morì prima, miniserie televisiva che tratta l'ultimo periodo da capitano della Lupa di Francesco Totti.

## Letteratura

Pier Paolo Pasolini

Per quanto riguarda la letteratura italiana, Pier Paolo Pasolini cita la squadra della Capitale in Una vita violenta, nel quale Tommaso Puzzilli, protagonista dell'opera, si professa romanista, mentre nei racconti La passione del fusajaro e Reportage sul Dio il venditore di fusaglie "Morbidone" e il giornalista sono giallorossi. Valerio Piccioni, in Quando giocava Pasolini, parla di come i nomi di alcuni calciatori (tra cui la punta romanista Armando Tre Re) venissero pronunciati come incitamento nel biliardino negli anni 1950.

## Periodici
La Roma e i suoi calciatori sono stati presenti in varie opere a fumetti, in particolare Topolino. Alla fine degli anni 1970 furono pubblicate copertine speciali del settimanale, ognuna recante una squadra di calcio (in quella romanista troviamo Ezechiele Lupo insieme a Tip e Tap); nel 2008, oltre a dedicare la copertina del numero 2721 all'allora capitano dei Capitolini Francesco Totti, Riccardo Secchi dedicò un'intera storia alla versione "paperizzata" del calciatore, Papertotti. Tale personaggio ricompare poi nel numero 3174 per celebrare il 40 anni dell'attaccante romano. In Topolino Gol, nel quale le copertine sono dedicate a una squadra di Serie A diversa, la Roma compare nel numero quattro, dove Paperino e Orazio Cavezza sono vestiti di giallorosso.
Tra le pubblicazioni dedicate ai Giallorossi, c'è Il Romanista, attivo dal 2004 al 2014 e successivamente riaperto nel 2017, primo giornale al mondo a essere dedicato unicamente a una squadra di calcio. Tra le rubriche presenti troviamo "Cogito Ergo Sud" caratterizzata da pubblicazioni a nome del direttore Tonino Cagnucci, "Totti days" dedicata all'ex capitano Francesco Totti, "Techetechetè" curata da Piero Torri, "Settore ospiti" dove vengono trattati i tifosi di squadre avversarie, "I nostri gol" dove vengono ricordati alcuni gol storici, "Curva Paradiso", "Sempre più Sud", "Prospettiva Romanista" e "Il giro del mondo in 80 club" in cui si parla dei tifosi giallorossi, "TatticaMente" dove sono presenti le analisi tattiche dei vari match, "Hall of Fame" dedicata alla Hall of Fame romanista, "Tribuna politica" in cui viene trattato il rapporto tra la Roma e alcuni esponenti politici, "Centocittà" che parla dei giocatori in prestito ad altre società, una rubrica di "Commenti" e una di "Inchieste".

## Musica

Little Tony

Oltre agli storici inni societari, molti altri brani musicali sono stati scritti per la squadra giallorossa, tra questi c'è La Canzone di Testaccio composta da Armando Fragna e Toto Castellucci nei primi anni 1930, la cui memoria si deve prevalentemente al giornalista Sandro Ciotti che ne inserì una versione registrata da Vittorio Lombardi in un volume sonoro pubblicato per i cinquanta anni della squadra. Sempre di Castellucci vi sono numerosi brani composti tra gli anni 1930 e 1950. Nel 1962 il plurivincitore del Festival di Sanremo Claudio Villa incise Forza Roma!!, mentre è del 1975 Passa la Roma metteteve 'n ginocchio di Alvaro Amici, che ha come tema la Lupa e il tifo per tale club.
Negli anni 1980 ricordiamo Roma co' 'no scudetto in petto ce fai morì di Romolo Formiconi, Amore giallorosso di Lando Fiorini, Roma Brasileira di Little Tony e Finalmente Roma di Costantino, tutte dedicate alla vittoria del secondo scudetto romanista. Tra gli autori degli anni 1990 che hanno dedicato uno o più brani alla Roma riscuotendo i favori del pubblico si possono annoverare Brusco, Ancora e ancora, e Max Buttarelli, Tu per noi (Magica Roma), mentre negli anni 2000 troviamo ancora Brusco con Quando gioca l'A.S.Roma, Marco Conidi con Mai sola mai e La Roma che conosco.

## Teatro

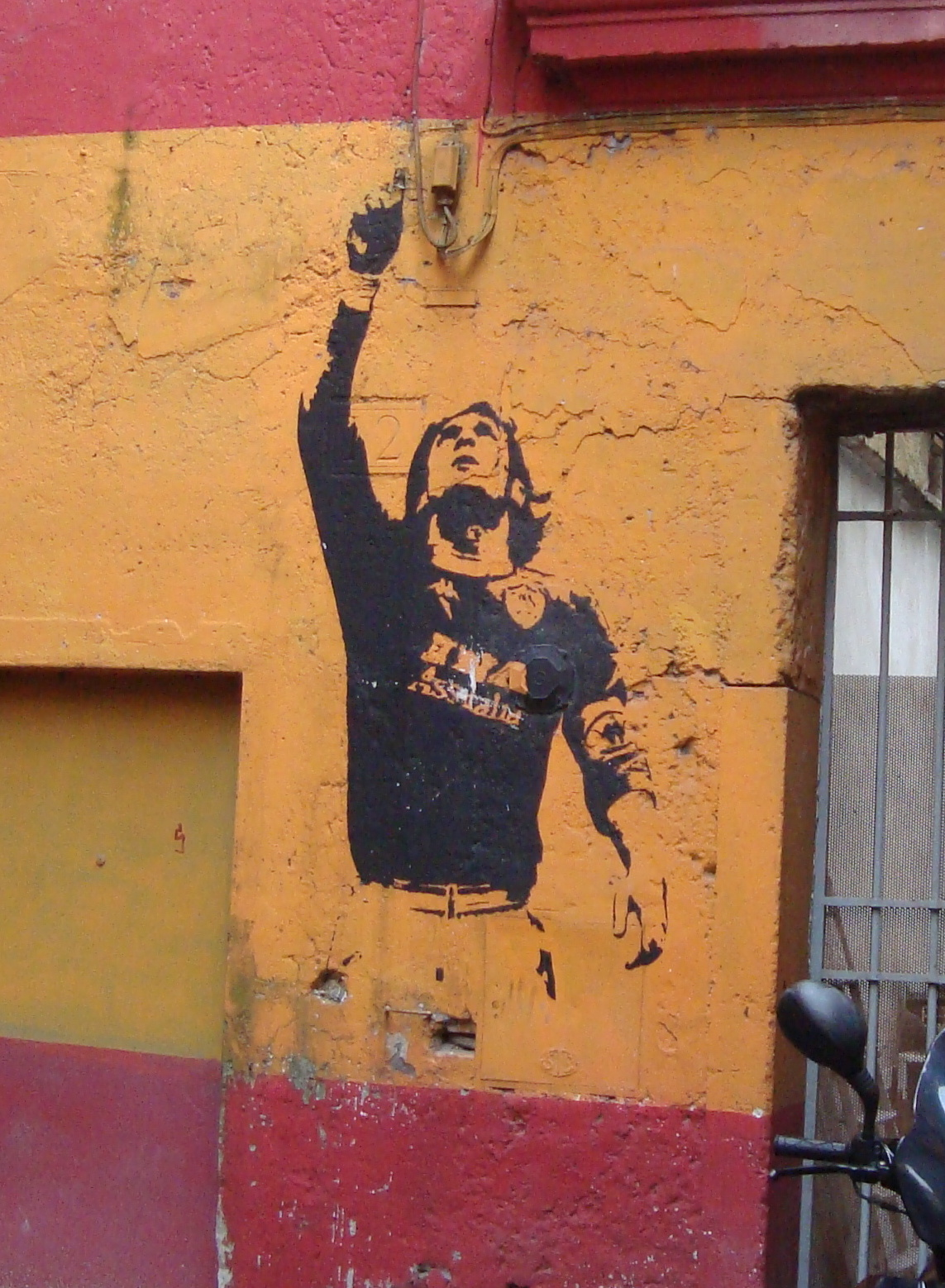
Il murale di Francesco Totti al Rione Monti

Sono presenti anche rappresentazioni dei Giallorossi in ambito teatrale. Tra queste troviamo TRS. Ti regalo un sogno, una rappresentazione di Francesca Nunzi, svoltasi al teatro Roma, con protagonista Ubaldo Righetti (ex calciatore romanista), Il discorso del Capitano, Roma-Genoa 3-2, di Giuseppe Manfridi e svoltosi al teatro Flaiano, incentrato sul monologo dell'ex capitano della Lupa Francesco Totti prima di Roma-Genoa del 28 maggio 2017, sua ultima partita da professionista, e AGO Capitano Silenzioso, di Ariele Vincente e recitato al teatro Bella Monaca e teatro Ghione, dedicato ad Agostino Di Bartolomei.

## Territorio
In onore di Francesco Totti, capitano del terzo scudetto giallorosso, al rione Monti è stato dipinto un murale che lo ritrae esultante durante una partita del vittorioso campionato 2000-2001. La presentazione ufficiale della sezione femminile dei Capitolini è avvenuta il 7 settembre 2018 a piazza di Spagna, durante il quale l'area è stata decorata con lo stemma del club. Il 24 aprile 2019 il Roma Club Verona ha dedicato delle immagini celebrative alla squadra per i risultati sportivi ottenuti nella stagione 2018-2019.

## Numismatica
Nel 2024, l'Istituto Poligrafico e Zecca dello Stato ha prodotto 1 927 medaglie celebrative della storia del club; su lato dritto è rappresentato il lupetto di Piero Gratton mentre sul lato rovescio è raffigurata Roma Imperiale in cui sono evidenziati tre luoghi storici della società: la prima sede in Via Uffici del Vicario, la sede in Via del Circo Massimo e Campo Testaccio, stadio che ha ospitato i match casalinghi della squadra dal 1929 al 1940.

## Filatelia
Il occasione del novantenario della squadra, il servizio postale della Repubblica di San Marino ha emesso un francobollo commemorativo.
Il 7 giugno 2024, in concomitanza con il 97° anniversario del club, il Ministero delle imprese e del made in Italy ha emesso un francobollo ordinario dedicato al primo presidente del club, Italo Foschi, per celebrare il 140° anniversario dalla sua nascita.
Il francobollo, su uno sfondo giallorosso rappresentativo dei colori sociali dell'AS Roma, riproduce un ritratto di Foschi, mentre i due chiudilettera, anch'essi su uno sfondo giallorosso, riproducono, rispettivamente, a destra, il distintivo del Consiglio Direttivo dell'AS Roma appartenuto a Italo Foschi, e a sinistra, una sua caricatura. L'emissione del francobollo ha sollevato numerose polemiche a causa degli stretti legami di Foschi con il fascismo.